# Syntretus venustus
Syntretus venustus är en stekelart som beskrevs av Muesebeck 1936. Syntretus venustus ingår i släktet Syntretus och familjen bracksteklar. Inga underarter finns listade i Catalogue of Life.